# Liv Tyler
Liv Rundgren Tyler (New York, 1 juli 1977) is een Amerikaans actrice, die vooral bekend is van haar rol in Armageddon en de Lord of the Rings-trilogie. Tyler is een dochter van Steven Tyler, de zanger van Aerosmith, en Bebe Buell, een model. Liv Tyler is ook de halfzus van het model Mia Tyler. Ze is vernoemd naar de actrice Liv Ullmann.

## Biografie
Liv groeide op in de waan dat de rockster Todd Rundgren haar biologische vader was. Pas op haar achtste, nadat ze tijdens een concert ontdekte dat Steven Tylers dochter Mia erg op haar leek, werd haar verteld dat Steven haar biologische vader is. Ze veranderde in 1991 haar achternaam van 'Rundgren' in 'Tyler'. Zelf speelde ze mee in een videoclip van Aerosmith, 'Crazy', samen met Alicia Silverstone.
Tyler begon haar carrière als model, maar stapte snel over naar acteren; ze werd vrijwel gelijktijdig gecast voor de films Silent Fall en Heavy. De opnamen van Heavy werden uitgesteld totdat ze klaar was met Silent Fall.
Voordat Tyler de leeftijd van 20 jaar bereikte, had ze al in een aantal succesvolle films gespeeld, waaronder Stealing Beauty en That Thing You Do!. Echt bekend werd ze pas na het succes van de kaskraker Armageddon. De bekendste rol die ze gespeeld heeft, is die van Arwen in Peter Jacksons Lord of the Rings-trilogie.
Tyler is in de VS ambassadrice voor UNICEF.
Tyler was van 2003 tot 2009 getrouwd en kreeg in 2004 een zoon. Uit een nieuwe relatie kreeg zij in 2015 een zoon en in 2016 een dochter.

## Filmografie
- Captain America: Brave New World (2025) als dr. Betty Ross
- 9-1-1: Lone Star (2020) als Michelle Blake
- Ad Astra (2019) als Eve
- Wildling (2018) als Ellen Cooper
- Robot and Frank (2012) als Madison
- The Ledge (2011) als Shana Harris
- The Incredible Hulk (2008) als dr. Betty Ross
- Smother (2008) als Clare Cooper
- The Strangers (2008) als Kristen McKay
- Reign Over Me (2007) als Angela
- Empty City (2007) als Anika
- Jersey Girl (2004) als Maya
- The Lord of the Rings: The Return of the King (2003) als Arwen
- The Lord of the Rings: The Two Towers (2002) als Arwen
- The Lord of the Rings: The Fellowship of the Ring (2001) als Arwen
- One Night at McCool's (2001) als Jewel
- Dr. T & the Women (2000) als Marilyn
- Cookie's Fortune (1999) als Emma Duvall
- Onegin (1999) als Tatyana Larin
- Plunkett & Macleane (1999) als Lady Rebecca Gibson
- Armageddon (1998) als Grace Stamper
- Franky Goes to Hollywood (1998)
- Inventing the Abbotts (1997) als Pamela Abbott
- U Turn (1997) als meisje in busstation
- Stealing Beauty (1996) als Lucy
- That Thing You Do! (1996) als Faye Dolan
- Heavy (1995) als Callie
- Empire Records (1995) als Corey Mason
- Silent Fall (1994) als Sylvie Warden